# Олександрівка (Наталинська сільська громада)
Олекса́ндрівка — село в Україні, у Берестинському районі Харківської області. Населення становить 35 осіб. Орган місцевого самоврядування — Володимирівська сільська рада.

## Географія
Село Олександрівка знаходиться на лівому березі річки Вошивенька, яка через 5 км впадає в річку Вошива. Вище за течією на відстані 2 км розташоване селище Садове, нижче за течією на відстані 1 км — село Варварівка, на протилежному березі — село Володимирівка. Поруч проходить автомобільна дорога М18 (E105).

## Історія
1905 — дата заснування.
Під час організованого радянською владою Голодомору 1932—1933 років померло щонайменше 29 жителів села.

## Населення
Згідно з переписом УРСР 1989 року чисельність наявного населення села становила 36 осіб, з яких 12 чоловіків та 24 жінки.
За переписом населення України 2001 року в селі мешкали 34 особи.

### Мова
Розподіл населення за рідною мовою за даними перепису 2001 року:
| Мова       | Відсоток |
| ---------- | -------- |
| українська | 85,71 %  |
| російська  | 14,29 %  |